# Semântica computacional
Semântica computacional é o estudo de como automatizar o processo de construção e raciocínio com representações de significado de expressões de linguagem natural. Consequentemente, desempenha um papel importante no processamento de linguagem natural e linguística computacional.
Alguns tópicos tradicionais de interesse são: construção de representações de significado, subespecificação semântica, resolução de anáfora,projeção de pressuposição e resolução de escopo de quantificador. Os métodos empregados geralmente se baseiam na semântica formal ou na semântica estatística. A semântica computacional tem pontos de contato com as áreas da semântica lexical (desambiguação do sentido da palavra e rotulagem do papel semântico), da semântica do discurso, da representação do conhecimento e do raciocínio automatizado (em particular, prova automatizada de teoremas). Desde 1999 existe um grupo de interesse especial da associação para linguística computacional (ACL) em semântica computacional, o SIGSEM.